# Tapak
Tapak is een bestuurslaag in het regentschap Magetan van de provincie Oost-Java, Indonesië. Tapak telt 2261 inwoners (volkstelling 2010).